# Вега-де-Сан-Матео
Вега-де-Сан-Матео (ісп. Vega de San Mateo) — муніципалітет в Іспанії, у складі автономної спільноти Канарські острови, у провінції Лас-Пальмас, на острові Гран-Канарія. Населення — 7699 осіб (2010).
Муніципалітет розташований на відстані близько 1750 км на південний захід від Мадрида, 16 км на південний захід від міста Лас-Пальмас-де-Гран-Канарія.
На території муніципалітету розташовані такі населені пункти: (дані про населення за 2010 рік)
- Аріньєс: 426 осіб
- Ла-Бодегілья: 165 осіб
- Камаретас: 85 осіб
- Куева-Гранде: 179 осіб
- Оя-дель-Гамональ: 11 осіб
- Лас-Лагунетас: 559 осіб
- Ла-Лечусілья: 312 осіб
- Ла-Лечуса: 785 осіб
- Ріско-Прієто: 0 осіб
- Утіака: 547 осіб
- Вега-де-Сан-Матео: 3589 осіб
- Ла-Єдра: 243 особи
- Крус-де-Техеда: 40 осіб
- Крус-дель-Ерреро: 68 осіб
- Крус-дель-Саусільйо: 9 осіб
- Галас: 27 осіб
- Ель-Гальєго: 98 осіб
- Ломо-Карбонеро: 0 осіб
- Ла-Солана: 556 осіб

## Демографія
Динаміка населення (INE ):

## Галерея зображень

Розташування муніципалітету на острові Гран-Канарія
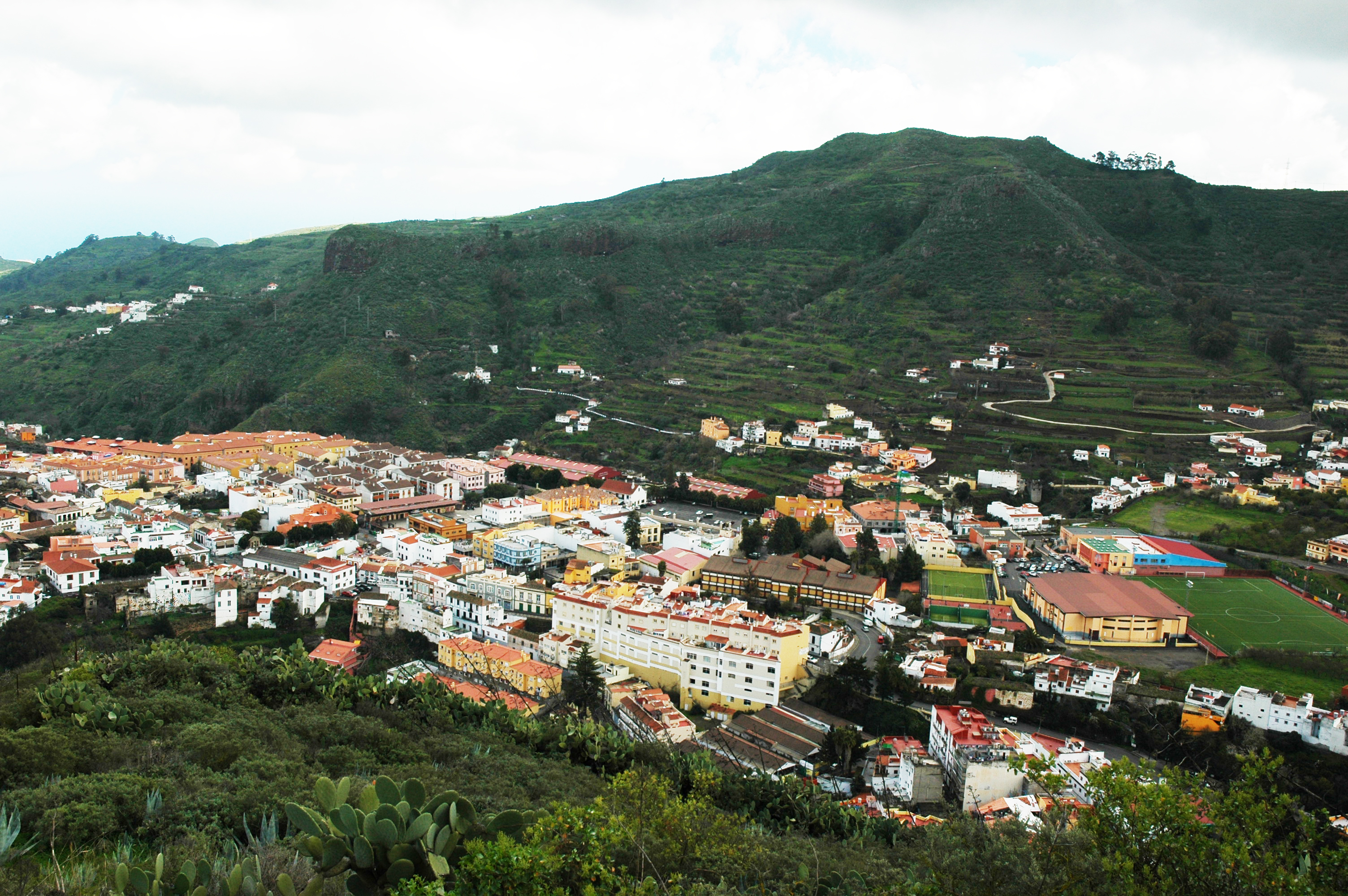
Вега-де-Сан-Матео
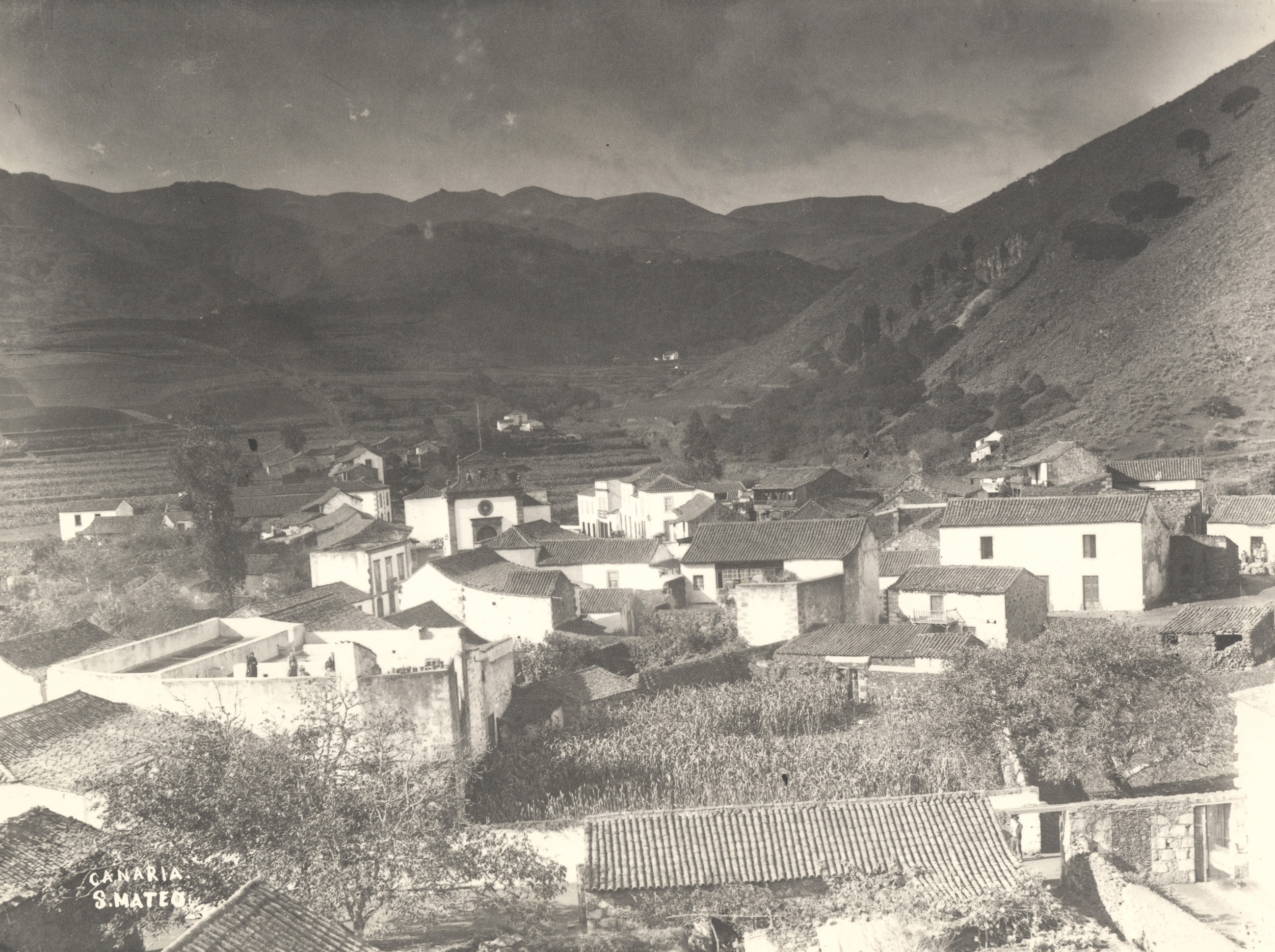
Сан-Матео у кінці XIX століття
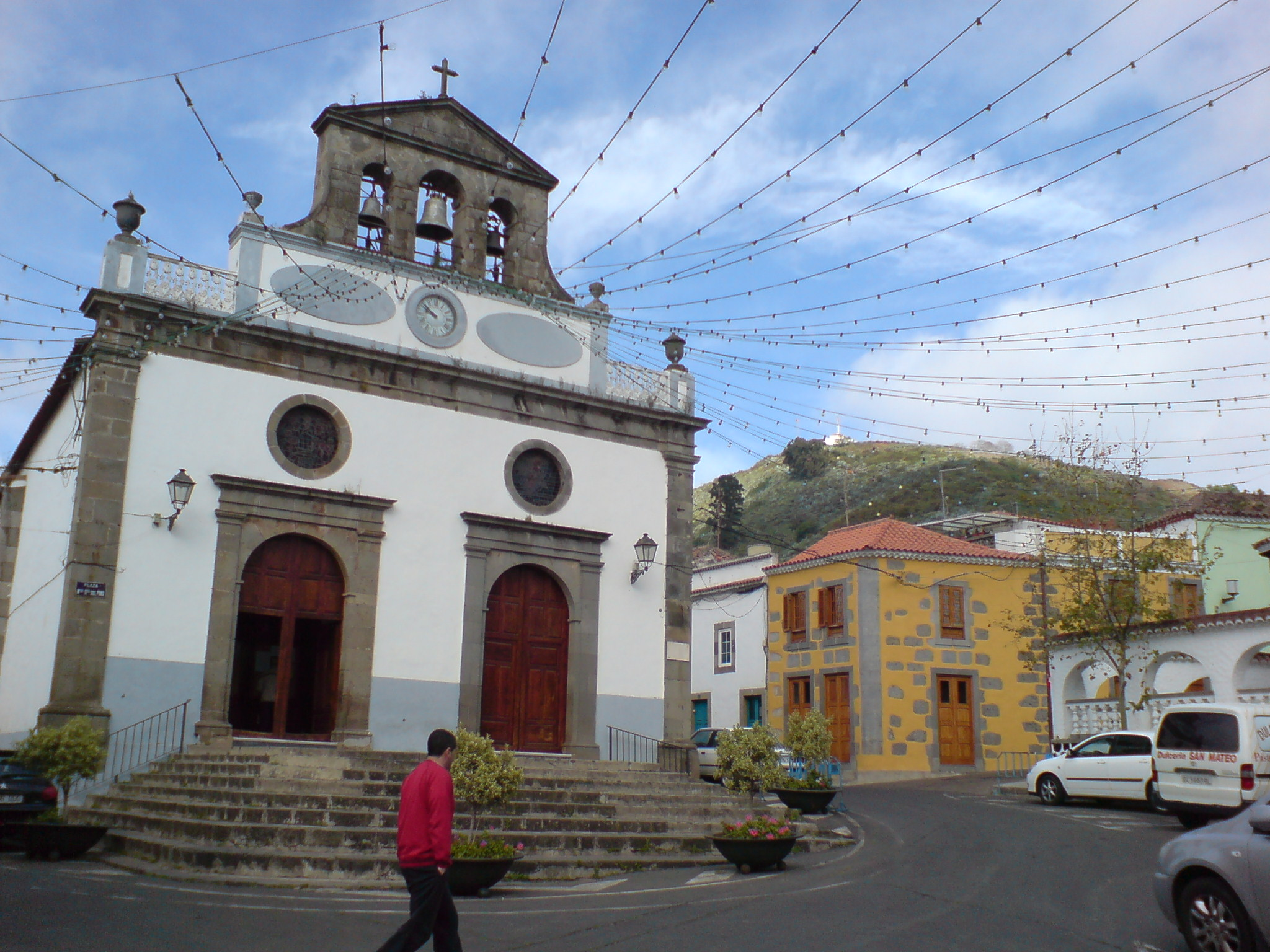
Парафіяльна церква Вега-де-Сан-Матео (1800)
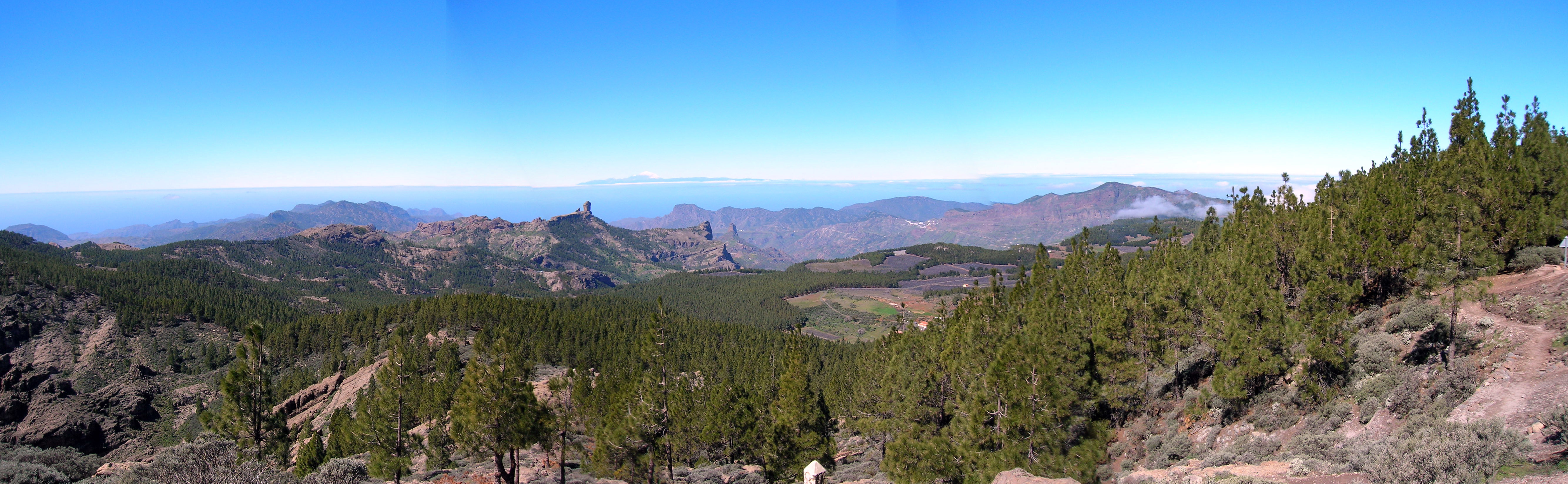
Гори острова Гран-Канарія